# Bess Wiley
Pour les articles homonymes, voir Wiley.
Bess Wiley est un réalisateur, producteur, scénariste et assistant opérateur américain.

## Filmographie
- 1981 : Les Aventuriers de l'arche perdue (technicien électronique)
- 1983 : Star Wars, épisode VI : Le Retour du Jedi (assistant opérateur)
- 1987 : L'Arme fatale (assistant opérateur)
- 1989 : L'Arme fatale 2 (assistant opérateur)
- 2004 : Raising Genius (réalisateur, producteur et scénariste)